# Liste der denkmalgeschützten Objekte in St. Lorenz (Oberösterreich)
Die Liste der denkmalgeschützten Objekte in St. Lorenz enthält die denkmalgeschützten, unbeweglichen Objekte der Gemeinde St. Lorenz.

## Denkmäler
| Foto |                 | Denkmal                                                        | Standort                                    | Beschreibung | Metadaten |
| ---- | --------------- | -------------------------------------------------------------- | ------------------------------------------- | --- | --- |
| ja   | Datei hochladen | Kath. Filialkirche hl. Lorenz HERIS-ID: 52581 Objekt-ID: 59765 | bei Sankt Lorenz 19 Standort KG: St. Lorenz | Die Kirche ist ein einschiffiger Barockbau mit Doppelturmfassade und kreuzförmigem Grundriss, wobei die Seitenkapellen nur gering vorspringend sind. Während der Planer unbekannt ist, werden für die Ausführung der Maurermeister Adam Hueber und die Zimmermeister Wolf Hörlmoser und Urban Fischinger angegeben. | BDA-Hist.: Q1808231 Status: § 2a Stand der BDA-Liste: 2025-06-30 Name: Kath. Filialkirche hl. Lorenz GstNr.: .113 Laurentiuskirche (Sankt Lorenz) |
| ja   | Datei hochladen | Villa Lehmann HERIS-ID: 95878seit 2023                         | Scharfling 5 Standort KG: St. Lorenz        | | BDA-Hist.: Q119231409 Status: Bescheid Stand der BDA-Liste: 2025-06-30 Name: Villa Lehmann GstNr.: 2247/3                                         |